# Raionul Drohobîci, Liov
Drohobîci (în ucraineană Дрогобицький район, transliterat: Drohobîțkîi raion) este un raion în regiunea Liov, Ucraina. Reședința sa este orașul Drohobîci.

## Demografie
Componența lingvistică a raionului Drohobîci
     Ucraineană (99,63%)
     Alte limbi (0,31%)
Conform recensământului din 2001, majoritatea populației raionului Drohobîci era vorbitoare de ucraineană (99,63%), existând în minoritate și vorbitori de alte limbi.